# 田纳西大学马丁分校
田纳西大学马丁分校（英语：University of Tennessee at Martin；简称：UT Martin 或 UTM） ，是一所位于田纳西州马丁的公立大学。马丁分校与其他四所分校和研究机构共同组成了田纳西大学系统。在兰布斯大学（Lambuth University）并入孟菲斯大学之前（2011年），马丁分校曾是田纳西州西部地区唯一的公立大学。

## 院系

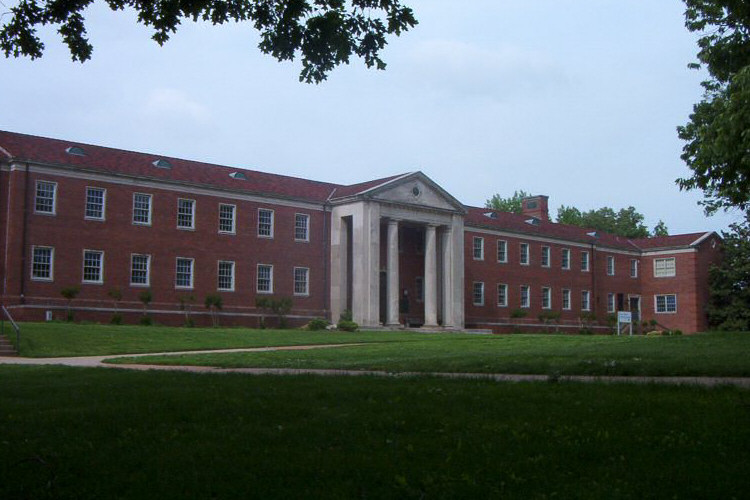
田纳西大学马丁分校行政楼

- 农业与应用技术学院（College of Agriculture and Applied Sciences）
- 全球事务与商学院（College of Business and Global Affairs）
- 教育、健康与行为学院（College of Education, Health, and Behavioral Sciences）
- 工程与自然科学学院（College of Engineering and Natural Sciences）
- 人文艺术学院（College of Humanities and Fine Arts）